# Hakel

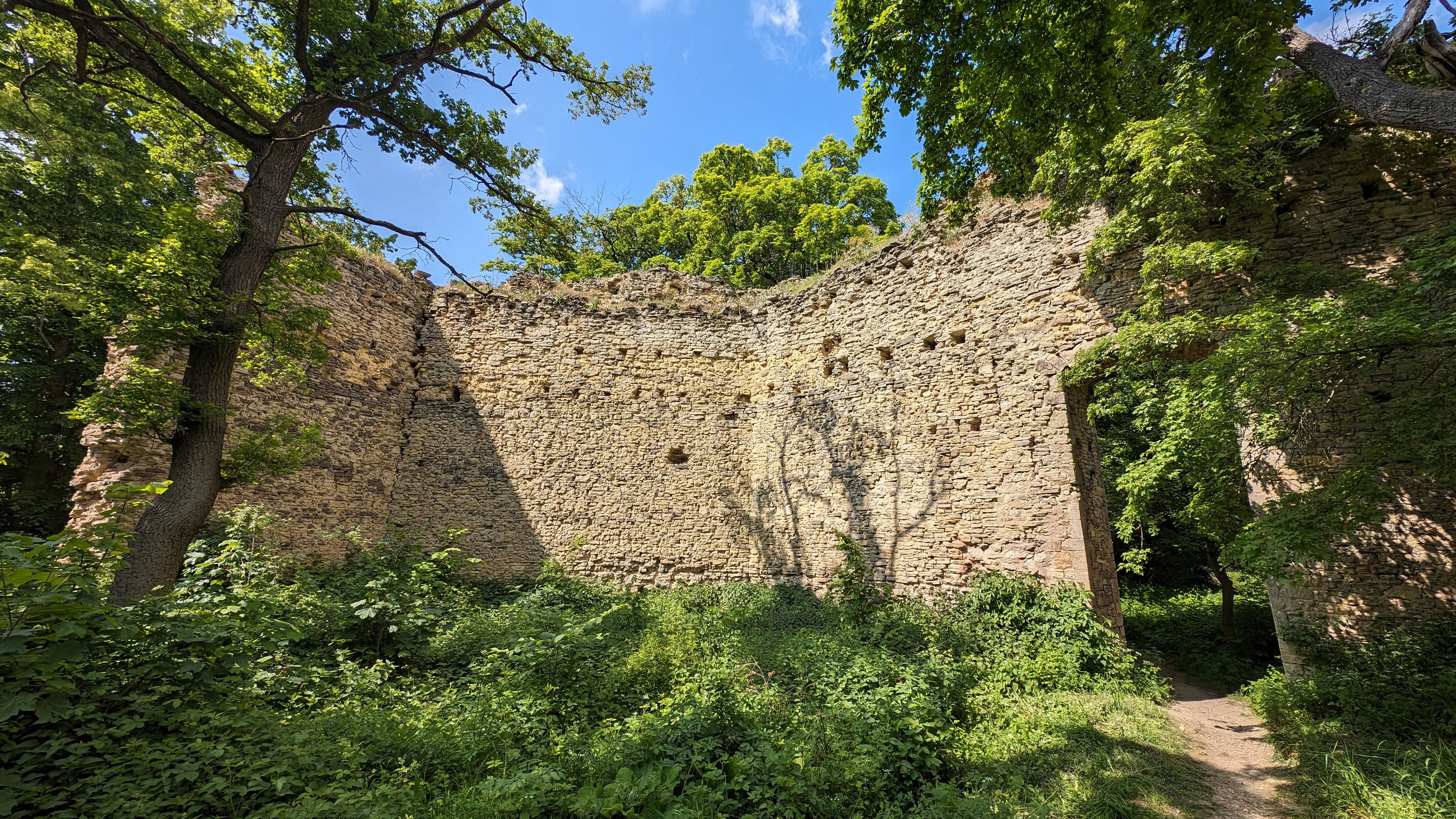
Reste der Mauer der Domburg im Hakel

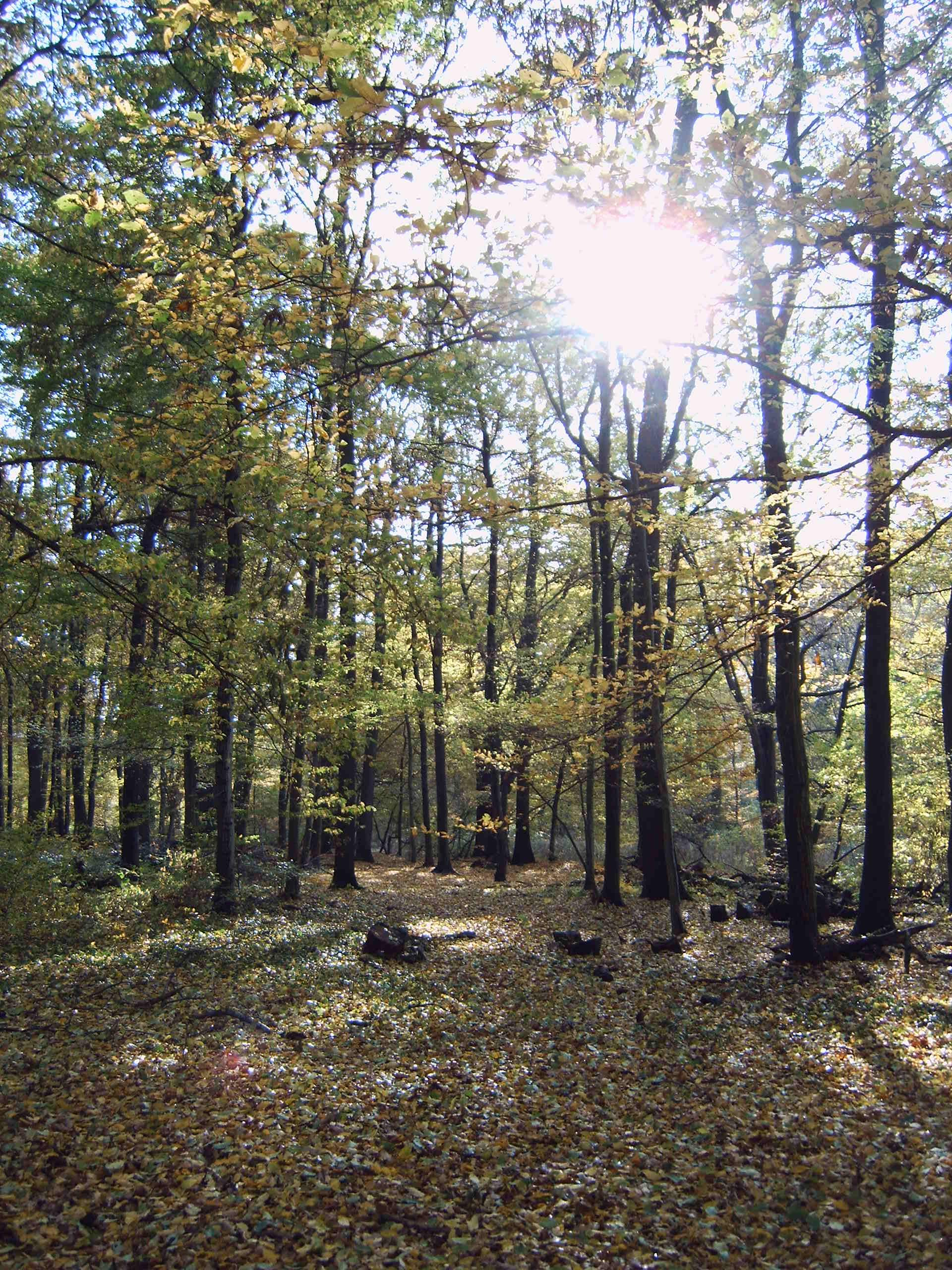
Wald des Hakels im Herbst

Der Hakel bei Heteborn ist ein bis 244,5 m ü. NHN hoher Höhenzug des nordöstlichen Harzvorlands im Landkreis Harz und Salzlandkreis in Sachsen-Anhalt.

## Geographie

### Lage
Der Hakel liegt etwa 18 km ostsüdöstlich von Halberstadt und 16 km (jeweils Luftlinie) nordwestlich von Aschersleben. Er erstreckt sich im Bereich der Ortschaften Heteborn, als Kernort des Höhenzugs, sowie Cochstedt, Hakeborn, Hedersleben und Schadeleben. Nach Südwesten fällt seine Landschaft zur Selke hin ab, die dort in die dann erst etwas westlich, dann jeweils weit nördlich und östlich des Höhenzugs fließende Bode mündet, und nach Süden zum bei Schadeleben und Friedrichsaue liegenden Concordiasee. Ostsüdöstlich befindet sich der Flughafen Cochstedt.

### Naturräumliche Zuordnung
Der Hakel gehört in der naturräumlichen Haupteinheitengruppe Mitteldeutsches Schwarzerdegebiet (Nr. 50), in der Haupteinheit Nordöstliches Harzvorland (502) und in der Untereinheit Hakel (502.1) zum Naturraum Hakelschwelle (502.10).

### Erhebungen
Zu den Erhebungen im Hakel gehören – sortiert nach Höhe in Meter (m) über Normalhöhennull (NHN):
- Erhebung der Domburg (244,5 m), südöstlich von Heteborn
- namenlose Kuppe? (236,8 m), östlich von Heteborn
- Philipps Galgenberg (224,2 m), nordnordwestlich von Schadeleben
- Lausehügel (207,5 m), nördlich von Schadeleben
- Markberg (203,1 m), nordöstlich von Hedersleben
- Speckberg (194,2 m), westlich von Heteborn

## Geologie
Der Hakel ist ein wenig reliefierter Höhenzug, dessen geologischer Aufbau im Wesentlichen aus Gesteinen des Unteren Muschelkalkes besteht. Es handelt sich dabei um einen Breitsattel. Die Böden bestehen aus geringmächtigen Lössen und verschiedenen Braunerden.

## Domburg
Auf der höchsten Erhebung des Hakel befindet sich die Ruine Domburg, einst eine germanische Kultstätte und später eine mittelalterliche Burg. Erhalten sind Mauerreste und Reste des Burggrabens. Der Hakel wird 997 als Hacul in einer Ottonenurkunde erwähnt.

## Schutzgebiete
Im bewaldeten Hakel liegt das zweiteilige Naturschutzgebiet (NSG) Hakel (CDDA-Nr. 163489; 1995 ausgewiesen; 13,23 km² groß; anderen Angaben zufolge 13,66 km²), das aus den Waldgebieten Großer Hakel und Kleiner Hakel besteht. Es ist flächendeckend mit dem Fauna-Flora-Habitat-Gebiet Hakel südlich Kroppenstedt (FFH-Nr. 4134-301; 13,23 km²). Außerdem befindet sich auf dem Höhenzug das Landschaftsschutzgebiet (LSG) Hakel (1939; 13,66 km²). Zudem liegen auf dem Höhenzug Teile des über seine Grenzen hinausgehenden Vogelschutzgebiets Hakel (VSG-Nr. 4134-401; 64,41 km²), das zu den EU-SPA-Gebieten gehört. Im etwa 33,69 ha großen Totalreservat unterbleiben menschliche Eingriffe vollständig. Auch eine 37,07 km² große Fläche in der Umgebung ist von Nutzung und Bewirtschaftung weitgehend ausgeschlossen.

## Flora und Fauna
Lichte Eichen-Hainbuchenwälder, in die viele Linden eingestreut sind, bilden die Hauptvegetation. Seltene thermophile Arten wie Elsbeere (Sorbus torminalis) oder Speierling (Sorbus domestica) kommen vor. Stellenweise wachsen auf leicht saurem Boden Eichen-Lindenbestände. Nur ganz geringe Flächen sind mit Staudenfluren, Nadelforsten und Grünland bedeckt.
Überregional von Bedeutung ist der Hakel als Brutgebiet von über 70 Vogelarten, unter ihnen mit dem Schreiadler (Aquila pomarina) eine sehr stark bedrohte Art. Der Rotmilan (Milvus milvus) und der Schwarzmilan (Milvus migrans) erreichten in den 1970er und 1980er Jahren im Hakel sehr hohe Bestandsdichten, doch sind die Bestände in den letzten Jahren kontinuierlich gesunken. An Greifvögeln brüten im Naturschutzgebiet noch Habicht (Accipiter gentilis), Sperber (Accipiter nisus) und Wespenbussard (Pernis apivorus). 1995 und 1996 brütete auch der Zwergadler (Aquila pennata) im Hakel, der sonst in Deutschland als Brutvogel nicht vertreten ist. Daneben kommen noch einige seltenere Arten wie Sperbergrasmücke (Sylvia nisoria), Mittelspecht (Dryobates medius), Waldschnepfe (Scolopax rusticola) oder Zwergschnäpper (Ficedula parva) vor.
Der Hakel ist auch Lebensraum vieler Säugetiere und verschiedener, zum Teil seltener Insektenarten. Auch für seinen Pilzreichtum ist dieses Waldgebiet bekannt: über 600 verschiedene Ständerpilze wurden festgestellt.